# Vernet (Risle)
Der Vernet ist ein Fluss in Frankreich, der in der Region Normandie verläuft. Er entspringt im Waldgebiet Bois de la Garenne, im südwestlichen Gemeindegebiet von La Ferté-en-Ouche, entwässert generell in nordöstlicher Richtung durch die Landschaft Pays d’Ouche und mündet nach rund 27 Kilometern im nördlichen Gemeindegebiet von La Vieille-Lyre als linker Nebenfluss in die Risle. Auf seinem Weg durchquert der Vernet die Départements Orne und Eure.

## Hydrologie
Der Fluss versickert nach etwa 12 Kilometern nördlich von Glos-la-Ferrière, nahe der Département-Grenze, im karstigen Untergrund und taucht erst in seinem Mündungsbereich abschnittsweise wieder an der Oberfläche auf.

## Orte am Fluss
(Reihenfolge in Fließrichtung)
- La Carlière, Gemeinde La Ferté-en-Ouche
- Le Mesle, Gemeinde Saint-Nicolas-de-Sommaire
- Glos-la-Ferrière, Gemeinde La Ferté-en-Ouche
- Chambord
- Bois-Anzeray
- Bosc-Renoult-en-Ouche, Gemeinde Mesnil-en-Ouche
- Le Tertre, Gemeinde La Vieille-Lyre